# آنا ديميتريو
آنا ديميتريو (بالإيطالية: Anna Demetrio)‏ هي ممثلة إيطالية (وحمل سابقاً جنسية مملكة إيطاليا)، ولدت في 1892 في روما في إيطاليا، وتوفيت في 1959 في سان ماتيو في الولايات المتحدة.

## وصلات خارجية
- آنا ديميتريو على موقع IMDb (الإنجليزية)
- آنا ديميتريو على موقع قاعدة بيانات الفيلم (الإنجليزية)